# Шарон Кейн
Шарон Луїз Кейн (англ. Sharon Louise Cain; нар. (24 лютого 1956 , Клівленд, Огайо ) — колишня американська бондаж-модель і порноакторка.

## Життєпис
Народилася 24 лютого 1956 року в штаті Огайо. Виросла в сільській місцевості з матір'ю, бабусею і дідусем. Деякий час працювала секретаркою Армії порятунку. 
В середині 1970-х почала танцювати стриптиз у театрі The Screening Room в Сан-Франциско. Першим порнофільмом став Pretty Peaches Алекса де Ренці, де Кейн зіграла одну з ролей другого плану. Потім протягом кількох десятиліть знімалася у великій кількості порнофільмів різних жанрів і напрямів — гомо, гетеро, бондаж і навіть транссексуальної тематики, а також у 8-міліметрових «петлях» і відео. З'явилася в багатьох порножурналах і порнофільмах як у ролі доміни, так і підлеглої.
Крім порнозйомок, також працювала над порнофільмами у різних закадрових посадах, зокрема як режисерка, сценаристка, продюсерка, сценографиня, візажистка, артдиректорка, декораторка, асистентка режисера і композиторка (вона часто співала і грала на кількох інструментах). Режисерським дебютом Кейн став фільм 1991 року «Драбина до раю» (англ. Stairway to Paradise).
У 2010 році Кейн покинула порноіндустрію. Після цього деякий час працювала помічницею продюсера для гей-сайту Suite 703 студії Naughty America.
Була введена до зали слави AVN і XRCO.

## Нагороди
AVN
- Зал слави AVN[8]
- 1990 «Найкраща акторка — відео» за Bodies in Heat — The Sequel[10]
- 1990 «Найкраща парна сцена — фільм» за Firestorm 3

XRCO
- Зал слави XRCO[9]
- 1984 «Найкраща акторка другого плану» за Throat: 12 Years After[11][12]
- 1989 «Найкраща акторка» за Bodies in Heat — The Sequel

## Вибрана фільмографія
- Dirty Talk to Me 1
- Dirty Talk to Me 5